# تومي بليك
تومي بليك (بالإنجليزية: Tommy Blake)‏ هو مغني أمريكي، ولد في 14 ديسمبر 1931 في دالاس في الولايات المتحدة، وتوفي في 24 ديسمبر 1985.

## وصلات خارجية
- تومي بليك على موقع ميوزك برينز (الإنجليزية)
- تومي بليك على موقع أول ميوزيك (الإنجليزية)
- تومي بليك على موقع ديسكوغز (الإنجليزية)